# Дядинское
Дядинское — деревня в Грязовецком районе Вологодской области.
Входит в состав Ростиловского муниципального образования, с точки зрения административно-территориального деления — в Ростиловский сельсовет.
Расстояние по автодороге до районного центра Грязовца — 24 км, до центра муниципального образования Ростилово — 17 км. Ближайшие населённые пункты — Боброво, Тимонино, Лукино.
По переписи 2002 года население — 5 человек.